# Sciophila insolita
Sciophila insolita är en tvåvingeart som beskrevs av Santos Abreu 1920. Sciophila insolita ingår i släktet Sciophila och familjen svampmyggor.
Artens utbredningsområde är Kanarieöarna. Inga underarter finns listade i Catalogue of Life.